# Planes aliados para la industria alemana después de la Segunda Guerra Mundial

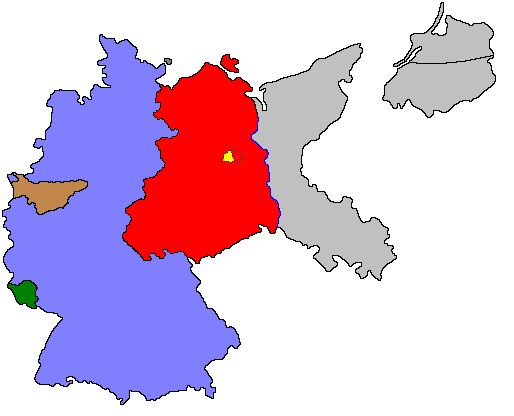
Fronteras de la Alemania posterior a la Segunda Guerra Mundial (1949). Alemania occidental se muestra en azul, Alemania oriental se muestra en rojo, el protectorado Saar bajo control económico francés se muestra en verde. El Área del Ruhr, el motor industrial de Alemania Occidental, se muestra en color marrón, ya que hasta cierto punto estaba bajo el control de la Autoridad Internacional del Ruhr. El territorio alemán de antes de la guerra al este de la línea Oder-Neisse se muestra en gris, porque fue asignado a Polonia o anexado por la Unión Soviética. Esto incluyó a Silesia, el segundo centro industrial más grande de Alemania después del Ruhr. Berlín occidental se muestra en amarillo.

Los Planes aliados para la industria alemana después de la Segunda Guerra Mundial fueron una serie de planes diseñados por los Aliados y que consideraron imponer a Alemania después de la Segunda Guerra Mundial para reducir y gestionar la capacidad industrial de Alemania.

## Contexto
En la conferencia de Potsdam (julio-agosto de 1945), con los Estados Unidos operando bajo la influencia del plan Morgenthau, los Aliados victoriosos decidieron abolir las fuerzas armadas alemanas , así como todas las fábricas de municiones e industrias civiles que podrían apoyarlas. Esto incluía la destrucción de toda la capacidad de fabricación de barcos y aeronaves. Además, los vencedores decidieron que las industrias civiles que podrían tener potencial militar debían ser restringidas. La restricción de este último se calibró con las "necesidades aprobadas en tiempos de paz" de Alemania, que se definieron en base a la norma europea promedio. Para lograr esto, cada tipo de industria fue revisada posteriormente para ver cuántas fábricas Alemania requirió bajo estos requisitos mínimos de nivel de industria.

## Nivel de planes de la industria

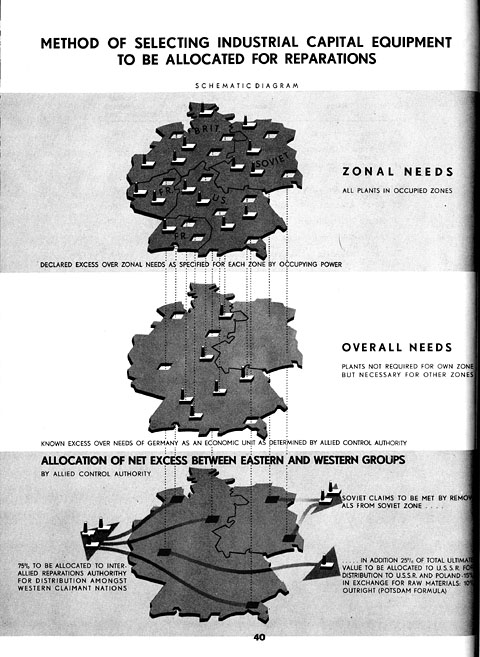
Política de asignación de "excedentes" de la industria pesada alemana.

El primer plan de "nivel de industria", firmado por los aliados el 29 de marzo de 1946, declaró que la industria pesada alemana se reduciría al 50% de sus niveles de 1938 mediante la destrucción de 1,500 plantas manufactureras incluidas en la lista. En enero de 1946, el Consejo de Control Aliado estableció los cimientos de la futura economía alemana al poner un límite a la capacidad de producción de acero alemana: el máximo permitido se estableció en alrededor de 5,800,000 toneladas de acero al año, equivalente al 25% de la producción de preguerra. El Reino Unido, en cuya zona de ocupación se encontraba la mayor parte de la producción de acero, había abogado por una reducción menos limitada de 12 millones de toneladas de acero por año, pero tuvo que someterse a la voluntad de los Estados Unidos, Francia y la Unión Soviética ( que había argumentado por un límite de 3 millones de toneladas). Las plantas siderúrgicas así despedidas debían ser desmanteladas. Alemania debía reducirse al nivel de vida que había conocido en el apogeo de la Gran Depresión (1932). La producción de automóviles se estableció en el 10% de los niveles previos a la guerra, etc.
El 2 de febrero de 1946, un despacho desde Berlín informó:
Se ha logrado cierto progreso en la conversión de Alemania a una economía de la industria agrícola y ligera, dijo el brigadier general William Henry Draper Jr., jefe de la División de Economía de los Estados Unidos, quien enfatizó que hubo un acuerdo general sobre ese plan.
Explicó que el futuro patrón industrial y económico de Alemania se estaba dibujando para una población de 66,500,000. Sobre esa base, dijo, la nación necesitará grandes importaciones de alimentos y materias primas para mantener un nivel de vida mínimo .
Continuó que se había llegado a un acuerdo general sobre los tipos de exportaciones alemanas ( carbón , coque, equipo eléctrico, artículos de cuero, cerveza, vinos , bebidas alcohólicas, juguetes, instrumentos musicales, textiles y prendas de vestir) para ocupar el lugar de los productos industriales pesados. que formó la mayor parte de las exportaciones de Alemania antes de la guerra.
Las exportaciones de madera de la zona de ocupación estadounidense fueron particularmente pesadas. Fuentes del gobierno de Estados Unidos admitieron que el propósito de esto era "la destrucción definitiva del potencial de guerra de los bosques alemanes". La extensa deforestación debida a la tala de árboles dio lugar a una situación que "podría ser reemplazada solo por un largo desarrollo forestal durante quizás un siglo". EJ Bryce señaló en marzo de 1948 que "Al ritmo actual de deforestación, los recursos de la Zona Británica se agotarán en muy pocos años".
El primer plan fue seguido posteriormente por una serie de nuevos, el último firmado en 1949. En 1950, después de la finalización virtual de los planes de "nivel de la industria" para entonces bastante diluidos, el equipo había sido retirado de 706 plantas de fabricación. en el oeste y la capacidad de producción de acero se había reducido en 6.700.000 toneladas.

## Moderación de la política
A partir de mediados de 1946, la política estadounidense y británica hacia la economía alemana comenzó a cambiar, como lo demuestra el discurso de Byrnes en su replanteamiento de la política sobre Alemania (también conocido como el "discurso de Stuttgart" o "Discurso de esperanza"). Según Dennis L. Bark y David R. Gress en A History of West Germany, el Plan Morgenthau llegó a considerarse como causante de dificultades excesivas, por lo que el enfoque fue cambiado, con el tiempo, a uno que alentaba la expansión económica alemana. Como parte de esto, se elevaron los niveles permitidos de capacidad industrial.
Según Vladimir Petrov en Dinero y conquista: las monedas de ocupación aliadas en la Segunda Guerra Mundial, la razón del cambio en la política de ocupación de los Estados Unidos se basó casi exclusivamente en consideraciones económicas. Aunque una gran parte de los costos de ocupación se colocaron en la economía alemana, los EE. UU. Y el Reino Unido se vieron cada vez más obligados a suministrar importaciones de alimentos para evitar el hambre masiva. Según algunos historiadores el gobierno de Estados Unidos abandonó el Plan Morgenthau como la política en septiembre de 1946 con el Secretario de Estado James F. Byrnes 'discurso de Actualización de Políticas en Alemania. Otros han argumentado que se debe dar crédito al expresidente de los Estados Unidos, Herbert Hoover quien en uno de sus informes de Alemania en 1947 abogó por un cambio en la política de ocupación, entre otras cosas declarando:
Existe la ilusión de que la Nueva Alemania sea después de las anexiones, pueda reducirse a un "estado pastoral". No se puede hacer a menos que exterminemos o movamos a 25,000,000 de personas.
Las preocupaciones sobre la lenta recuperación de la economía europea (que antes de la guerra fue impulsada por la base industrial alemana) y la creciente influencia soviética entre una población alemana sujeta a escasez de alimentos y miseria económica, causaron el Estado Mayor Conjunto , y los Generales Clay y Marshall para comenzar a cabildear con la administración Truman por un cambio de política. El General Clay encargó varios estudios de expertos sobre los cambios necesarios en la economía alemana y declaró
No hay opción entre ser un comunista con 1.500 calorías por día y un creyente en la democracia por mil.
En julio de 1947, el presidente Harry S. Truman rescindió "por motivos de seguridad nacional" la directiva de ocupación punitiva JCS 1067, que había dirigido a las fuerzas de ocupación estadounidenses en Alemania a "no tomar medidas para la rehabilitación económica de Alemania [o ] diseñado para mantener o fortalecer la economía alemana ". Fue reemplazado por JCS 1779 , que en cambio señaló que "[una] Europa ordenada y próspera requiere las contribuciones económicas de una Alemania estable y productiva". Sin embargo, el General Clay necesitó más de dos meses para superar la continua resistencia de su personal a la nueva directiva, pero el 10 de julio de 1947, finalmente se aprobó en una reunión del SWNCC. La versión final del documento "fue purgada de los elementos más importantes del Plan Morgenthau".
Las restricciones impuestas a la producción de la industria pesada alemana fueron así mejoradas en parte, ya que los niveles permitidos de producción de acero aumentaron del 25% de la capacidad antes de la guerra a un nuevo límite establecido en el 50% de la capacidad antes de la guerra.

## Consecuencias económicas

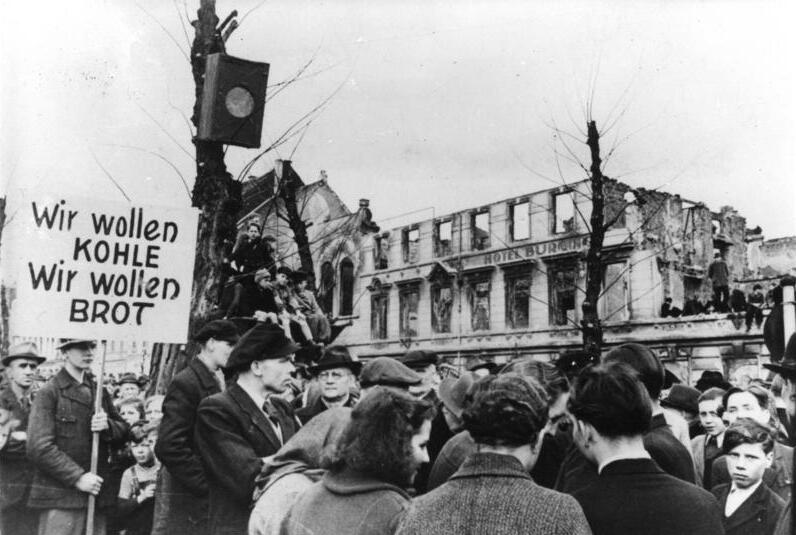
En el invierno de 1947, miles de personas protestan contra la desastrosa situación alimentaria (31 de marzo de 1947).

La reducción en la producción de acero que resultó del primer y segundo nivel de los planes de la industria significó que se produjo un cuello de botella en la producción de acero que obligó a otras partes de la industria alemana a caer por debajo de sus propios niveles de producción permitidos. La economía de la Bizona finalmente tocó fondo a principios de 1948 como consecuencia de esto.
Para agravar los problemas de la industria siderúrgica y sus efectos en la economía alemana en general, se prohibió la importación de mineral de hierro sueco de alta calidad. Hasta que se levantó en 1948, las plantas de acero alemanas tenían que depender de mineral local de baja calidad que requería casi el doble de la cantidad de carbón para procesar. Además, los alemanes también se vieron obligados a vender su acero a precios de guerra hasta el 1 de abril de 1948, lo que significó grandes pérdidas para la industria. Además, los intentos de "desarticular" a la industria siderúrgica alemana también contribuyeron a la baja producción.
El Consejo de Control Aliado estableció el precio del carbón alemán en la mitad de lo que costó producirlo. Desde mayo de 1945 hasta septiembre de 1947, EE. UU., El Reino Unido y Francia exportaron carbón alemán por $ 10.50 / tonelada, mientras que el precio mundial se mantuvo cerca de $ 25- $ 30 por tonelada. Durante este período, los Aliados por lo tanto tomaron aproximadamente $ 200,000,000 de la economía alemana solo de esta fuente. En septiembre de 1947, el precio de exportación aumentó, pero se mantuvo en $ 5 - $ 7 por debajo de los precios del mercado mundial.
En Alemania la escasez de alimentos fue un problema grave. Según la UNRRA en 1946–47, la ingesta promedio de kilocalorías por día se estimó en 1.080, lo que, según Alan S. Milward, era una cantidad insuficiente para la salud a largo plazo. Otras fuentes afirman que la ingesta de kilocalorías en esos años varió entre 1.000 y 1.500. William L. Clayton informó a Washington que "millones de personas mueren de hambre".
Alemania recibió muchas ofertas de naciones de Europa occidental para intercambiar alimentos por carbón y acero que se necesitan desesperadamente. Ni los italianos ni los holandeses podían vender las verduras que habían vendido anteriormente en Alemania, con la consecuencia de que los holandeses tenían que destruir proporciones considerables de su cosecha. Dinamarca ofreció 150 toneladas de manteca de cerdo al mes; Turquía ofreció avellanas; Noruega ofreció pescado y aceite de pescado; Suecia ofreció cantidades considerables de grasas. Sin embargo, los aliados rechazaron que los alemanes pudieran comerciar.
La carta de la UNRRA le permitió operar en Alemania para ayudar a las personas desplazadas alemanas no étnicas, pero no le permitió ayudar a los alemanes étnicos. En 1948, después de tres años de ocupación, el gasto combinado de EE. UU. Y el Reino Unido en alimentos de socorro en Alemania a través de GARIOA y otros medios ascendió a un total de cerca de $ 1.5 mil millones (que se cargaron a los alemanes). Sin embargo, según Nicholas Balabkins, las raciones alimentarias alemanas tenían una composición deficiente y se mantenían muy por debajo de los niveles de nutrición mínimos recomendados. Los funcionarios con autoridad admitieron que las raciones distribuidas "representaban un nivel de hambre bastante rápido".

## Reparaciones y explotación
Los aliados confiscaron grandes cantidades de propiedad intelectual alemana (patentes y derechos de autor, pero también marcas registradas ). Comenzando inmediatamente después de la rendición alemana y continuando durante los próximos dos años, los EE. UU. Siguieron un vigoroso programa para cosechar todo el conocimiento tecnológico y científico, así como todas las patentes en Alemania. John Gimbel llega a la conclusión, en su libro " Ciencia, Tecnología y Reparaciones: Explotación y Saqueo en la Alemania de la posguerra ", que las "reparaciones intelectuales" tomadas por los EE. UU. (Y el Reino Unido) ascendieron a cerca de $ 10 mil millones. Las autoridades de ocupación alentaron a los competidores estadounidenses de empresas alemanas a acceder a todos los registros e instalaciones. En 1947, el director de la Oficina de Servicios Técnicos del Departamento de Comercio de los Estados Unidos declaró ante el Congreso: "La justificación fundamental de esta actividad es que ganamos la guerra y los alemanes no. Si los alemanes hubieran ganado la guerra, estarían aquí en Schenectady y Chicago y Detroit y Pittsburgh, haciendo las mismas cosas ". Un informe alemán del 1 de mayo de 1949 afirmaba que muchos empresarios preferían no investigar bajo las regulaciones actuales (Ley Nº 25 del Consejo de Control Aliado) por temor a que la investigación beneficiara directamente a sus competidores. La ley requería informes detallados a los Aliados de todos los resultados de la investigación.
Las patentes, los dibujos y el equipo físico tomados en Alemania incluyeron elementos (o dibujos para) como microscopios electrónicos , cosméticos , maquinaria textil, grabadoras , insecticidas, una máquina de envoltura de chocolate única, una máquina de fabricación de mantequilla continua, un esparcidor de estiércol, trituradores de patines de hielo, máquinas de servilletas de papel, "y otras tecnologías, casi todas las cuales eran nuevas para la industria estadounidense o" muy superiores "a cualquier cosa en uso en los Estados Unidos".
Los británicos también tomaron secretos comerciales, secuestrando a científicos y técnicos alemanes, o simplemente internando a empresarios alemanes si se negaban a revelar secretos comerciales.
Konrad Adenauer declaró:
Según una declaración hecha por un experto estadounidense, las patentes que pertenecían anteriormente a IG Farben le han dado a la industria química estadounidense una ventaja de al menos 10 años. El daño causado a la economía alemana es enorme y no se puede evaluar en cifras. Es extraordinariamente lamentable que las nuevas invenciones alemanas tampoco puedan ser protegidas, porque Alemania no es miembro de la Unión de Patentes. Gran Bretaña ha declarado que respetará los inventos alemanes, independientemente de lo que diga el tratado de paz. Pero Estados Unidos se ha negado a emitir tal declaración. Los inventores alemanes, por lo tanto, no están en condiciones de explotar sus propios inventos. Esto frena considerablemente el desarrollo económico alemán.
En JCS 1067 había disposiciones que permitían que los científicos alemanes fueran detenidos con fines de inteligencia, según fuera necesario. Aunque el enfoque original en la explotación fue por medios militares, gran parte de la información recopilada por la FIAT se adaptó rápidamente comercialmente en la medida en que la oficina del Subsecretario de Estado para Áreas Ocupadas solicitó que el tratado de paz con Alemania se redacte para proteger a los Estados Unidos. Y su industria de los juicios.
Los EE. UU. No intentaron evaluar el valor de lo que se tomó de Alemania, y en los contratos que llevaron a la soberanía de Alemania Occidental en 1955, los alemanes occidentales tuvieron que renunciar formalmente a todas las reclamaciones de posibles compensaciones por todo tipo de activos, incluidos los científicos. y conocimientos técnicos. Gimbel señala que esto hizo prácticamente imposible una contabilidad posterior.
La propiedad tomada en Alemania fue sin tener en cuenta las normas del Convenio de La Haya , que prohíbe la incautación de la propiedad privada del enemigo "a menos que sea susceptible de uso militar directo", pero hay argumentos legales que afirman que la ocupación aliada de Alemania no está sujeta a los Convenios de La Haya, porque si el estado alemán ya no existía, y el convenio solo se aplicaba a la ocupación del territorio perteneciente a una de las Potencias Contratantes, no cubría los territorios de la posguerra de Alemania. La situación jurídica de Alemania bajo la ocupación es sin embargo poco clara, especialmente en lo que debellatio , en general, implica la disolución completa y la anexión del estado derrotado, que no tuvo lugar y, de hecho, en la Declaración de Berlín (1945) se negó categóricamente que Alemania se anexara. Sin embargo, el barrio oriental de Alemania se anexionó más tarde y sus habitantes alemanes fueron expulsados .

## Plan Marshall
Como los aliados occidentales, eventualmente se preocuparon por el deterioro de la situación económica en su " Trizone"; El Plan Marshall de ayuda económica a Europa de los Estados Unidos también se extendió a Alemania Occidental en 1948 y una reforma monetaria, que había sido prohibida por la directiva de ocupación JCS 1067, introdujo la Marca alemana y detuvo la inflación desenfrenada.

## El Ruhr
El Acuerdo de Ruhr se impuso a los alemanes como condición para permitirles establecer la República Federal de Alemania. Al controlar la producción y distribución de carbón y acero (es decir, la cantidad de carbón y acero que obtendrían los propios alemanes), la Autoridad Internacional para el Ruhr controlaba toda la economía de Alemania occidental, para gran consternación de los alemanes. Sin embargo, se les permitió enviar sus delegaciones a la autoridad después del acuerdo de Petersberg. Con el acuerdo de Alemania Occidental para unirse a la Comunidad Europea del Carbón y del Acero con el fin de levantar las restricciones impuestas por el IAR, asegurando así también la seguridad francesa al perpetuar el acceso francés al carbón de Ruhr, el papel de la IAR fue asumido por la CECA.

## El Sarre
Con el permiso de Estados Unidos, como por ejemplo en el discurso de Stuttgart, Francia amplió las fronteras del Sarre , después de que la fuente de carbón restante más grande del Ruhr Alemania, agregando partes de Renania y posteriormente la separó como protectorado en 1947. El área era Integrado en la economía francesa, y aunque nominalmente políticamente independiente, su política de seguridad y exterior se decidió en París, que también mantuvo un Alto Comisionado con amplios poderes en el protectorado. 

## La Unión Soviética
De conformidad con los acuerdos con el envío de la URSS de las instalaciones industriales alemanas desmanteladas desde el oeste, comenzó el 31 de marzo de 1946. En agosto de 1947, 11.100 toneladas de equipo habían sido enviadas al este como reparaciones a la Unión Soviética.
Según los términos del acuerdo, la Unión Soviética enviaría a cambio materias primas como alimentos y madera a las zonas occidentales. En vista de que los soviéticos no lo hicieron, los Estados Unidos detuvieron temporalmente los envíos al este (aunque nunca se reanudaron). Sin embargo, más tarde se demostró que aunque la detención de los envíos se utilizó por motivos de propaganda de la guerra fría, la razón principal para detener los envíos al este no fue el comportamiento de la URSS, sino el comportamiento recusante de Francia.
El material enviado a la URSS incluyó equipos de la planta de rodamientos de bolas Kugelfischer en Schweinfurt , la planta de motores de aviones subterráneos Daimler-Benz en Obrigheim , los astilleros de Deschimag en Bremen y el motor de Gendorf.

## Fin del desmontaje
El desmantelamiento de la industria alemana continuó, y en 1949 Konrad Adenauer escribió a los Aliados pidiéndole que terminara, citando la contradicción inherente entre fomentar el crecimiento industrial y eliminar las fábricas y también la impopularidad de la política. El apoyo para el desmantelamiento procedía principalmente de Francia, y el Acuerdo de Petersberg de noviembre de 1949 redujo los niveles En gran medida, aunque el desmantelamiento de las fábricas menores continuó hasta 1951.
En 1951, Alemania Occidental aceptó unirse a la Comunidad Europea del Carbón y del Acero (CECA) el año siguiente. Esto significó que se levantaron algunas de las restricciones económicas sobre la capacidad de producción y sobre la producción real impuestas por la Autoridad Internacional para el Ruhr, y que la CECA asumió su función.
Las limitaciones finales a los niveles industriales alemanes se levantaron después de que la Comunidad Europea del Carbón y del Acero entrara en vigor en 1952, aunque la fabricación de armas seguía prohibida. Los esfuerzos aliados para "desconcentrar y reorganizar" la industria alemana del carbón, hierro y acero también continuaron.
Aunque el desmantelamiento de la industria de Alemania Occidental terminó en 1951, el "desarme industrial" persistió en las restricciones sobre la producción de acero real en Alemania y la capacidad de producción, así como en la restricción de industrias clave. Todas las restricciones restantes solo se levantaron cuando la ocupación aliada de Alemania Occidental terminó el 5 de mayo de 1955. Según Frederick H. Gareau , notando que aunque la política de los Estados Unidos había cambiado mucho antes; "El último acto del drama de Morgenthau ocurrió en esa fecha (5 de mayo de 1955) o cuando el Sarre fue devuelto a Alemania (1 de enero de 1957)".
Vladimir Petrov concluye que los Aliados "retrasaron varios años la reconstrucción económica del continente Wartorn, una reconstrucción que posteriormente le costó a los Estados Unidos miles de millones de dólares".